# Volog
Volog je naselje v Občini Nazarje.